# Jakub Henryk Flemming
Jakub Henryk Flemming, Jacob Heinrich Reichsgraf von Flemming, hrabia Jakub Henryk Flemming (ur. 3 marca 1667 w Trzęsaczu, zm. 30 kwietnia 1728 r. w Wiedniu) – koniuszy wielki litewski, minister i zaufany doradca Augusta II, generał artylerii koronnej w latach 1710-1714, feldmarszałek królewsko-polski i elektorsko-saski (od 1711) oraz rzeczywisty tajny radca, członek Tajnej Rady Wojennej, poseł nadzwyczajny Rzeczypospolitej w Królestwie Wielkiej Brytanii w 1719 roku, przewodniczący Landtagu Pomorza Tylnego (Erblandmarschall des Herzogtums Hinterpommern).
Brat stryjeczny Jerzego Detloffa Flemminga. Był dowódcą wojsk „cudzoziemskiego autoramentu” (tzn. uzbrojonych i umundurowanych na wzór zachodni) w Polsce.

## Życiorys

### 1697-1703
Jako wysłannik w Polsce (1697) razem z Janem Jerzym Przebendowskim przygotowywał elekcję Augusta; projektodawca reform wewnętrznych w Polsce; dążył do wzmocnienia władzy królewskiej w Polsce i zapewnienia Wettynom dziedziczności tronu.
W latach 1697–1728 był saskim posłem w Prusach, sprawując jednocześnie wiele innych funkcji, bywając jedynie czasami w niedalekim od Drezna Berlinie. W 1703 roku próbował zawrzeć sojusz sasko-pruski w Berlinie, potem wyjechał jako poseł saski do Kopenhagi; w tym samym roku doprowadził do pozbawienia urzędów i uwięzienia wielkiego kanclerza Wolfa Dietricha von Beichlingena (1665–1725), na czym sam Flemming bardzo skorzystał.
Brał udział w III wojnie północnej. W 1700 dowodził wojskami saskimi w oblężeniu Rygi, którą wraz z Liwonią August II Mocny chciał odzyskać dla Rzeczypospolitej.

### 1704-1718

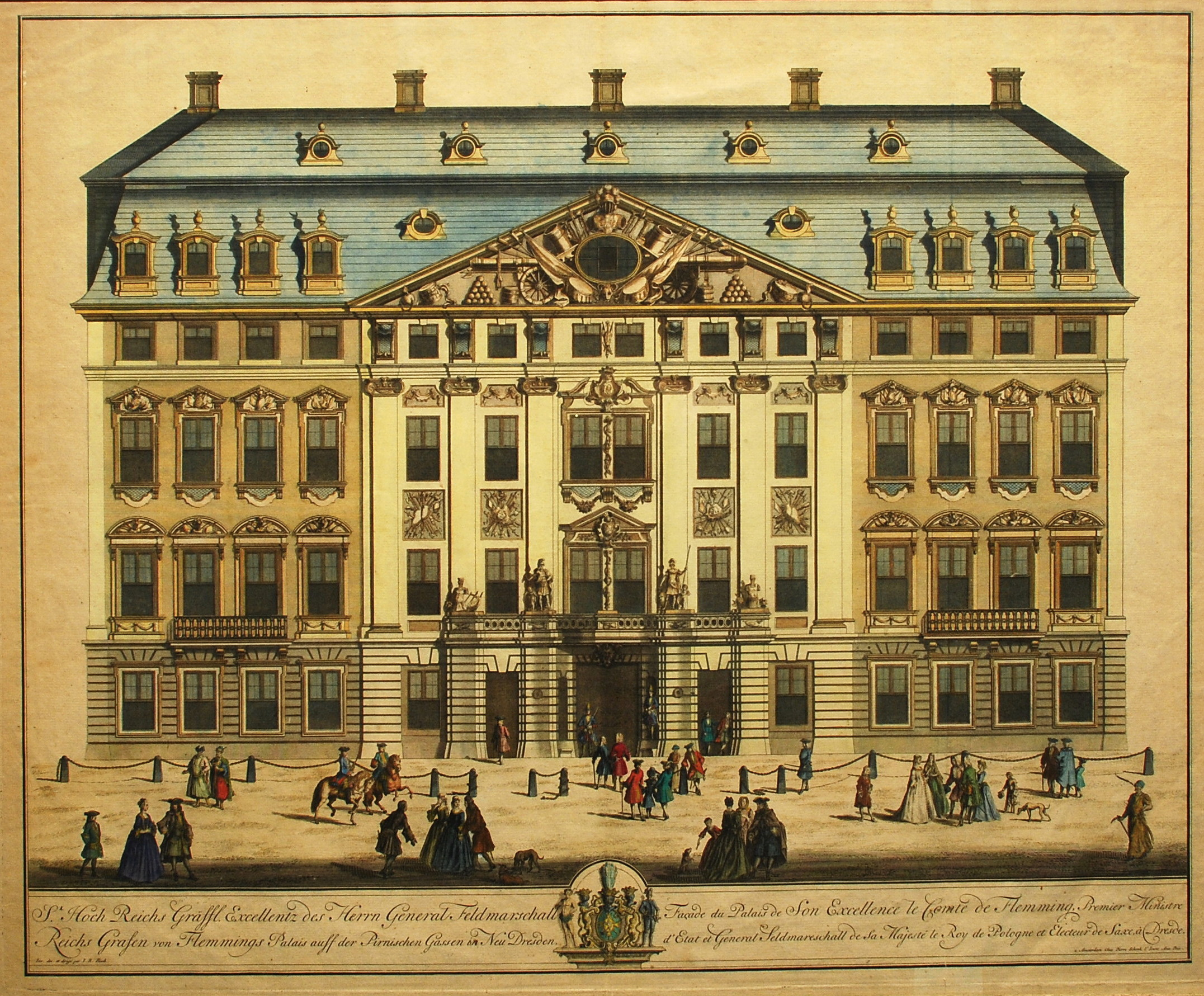
Pałac Flemminga w Dreźnie na ryc. z 1715 roku

W 1706 roku August II Mocny stworzył saski Tajny Gabinet z Flemmingiem na czele, by ominąć dotychczasowe organy prowadzące politykę zagraniczną: Tajna Radę (niem. Geheimes Consillium), kontrolowaną przez stany saskie, tajną ekspedycję gabinetową istniejącą od 1704 (na której czele stał Georg Ernst Pfingstein) i kancelarię, której kanclerzem był do 1703 przeciwnik Flemminga Wolf Dietrich von Beichlingen. Flemming stał na czele tajnego gabinetu do swej śmierci w 1728 roku. Król zdecydował się w ten sposób poprzeć Flemminga w jego kompetencyjnym sporze z Augustem Ferdinandem von Pflugkiem. Flemming nie dopuszczał, by Tajna Rada i stany mieszały się odtąd w politykę zagraniczną.
Początkowo doradzał Augustowi II wprowadzenie w Polsce absolutystycznej formy rządu, potem poniechał tych planów. Był uczestnikiem Walnej Rady Warszawskiej 1710 roku. W czasie konfederacji tarnogrodzkiej dowodził wojskami saskimi i układał się z konfederatami.
W 1717 był podwójnie nominowany na poselstwo do Wiednia przez króla i Tajny Gabinet oraz przez polski Senat.

### 1719-1728

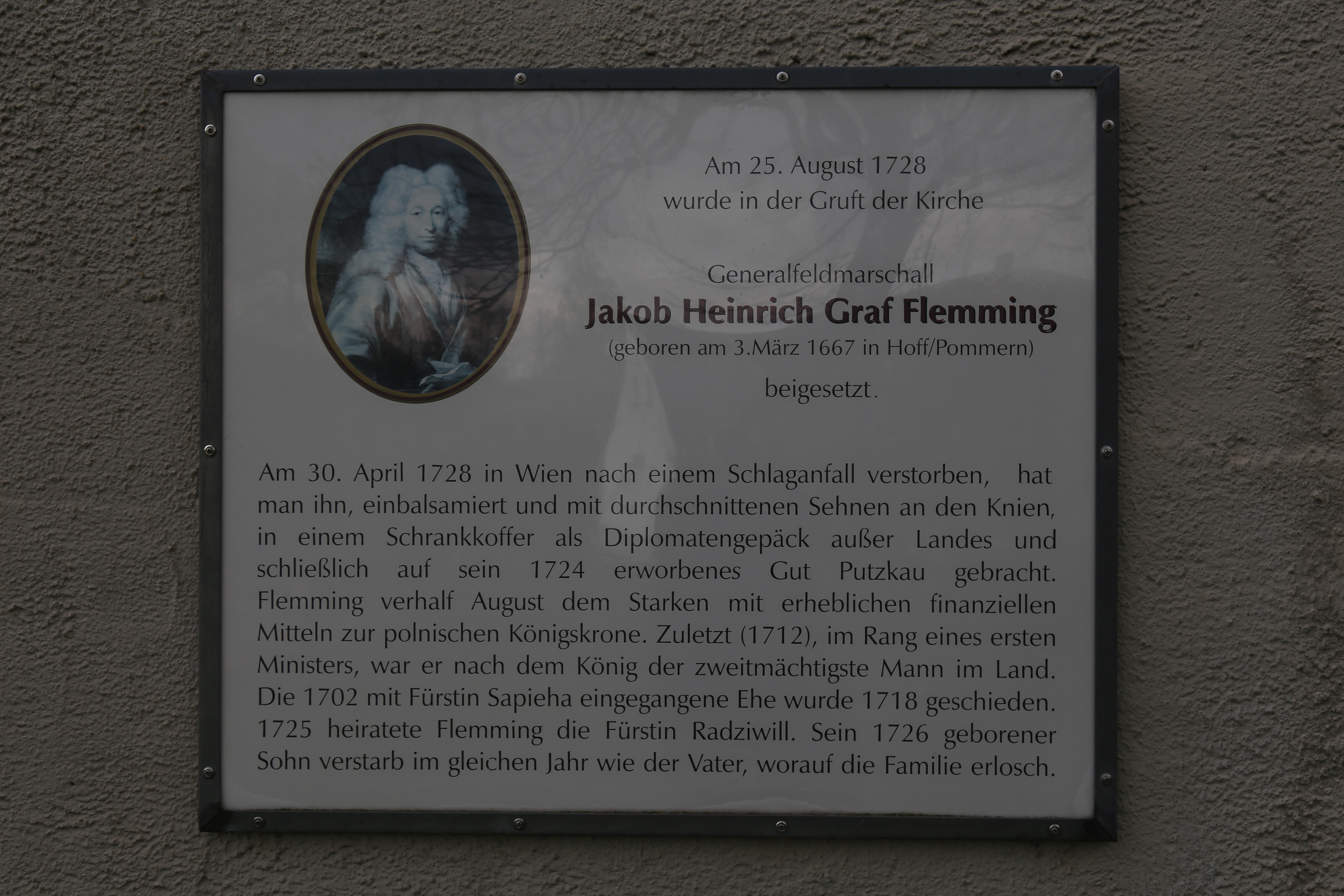
Tablica pamiątkowa na ścianie kościoła Mariackiego w Putzkau

Flemming zasłynął jako negocjator traktatu wiedeńskiego z 1719.  
François-Louis de Pesmes de Saint-Saphorin jako przedstawiciel brytyjski, Jakub Henryk von Flemming i Eugeniusz Sabaudzki 5 stycznia 1719 roku podpisali w Wiedniu wymierzony przeciw carskiej Rosji traktat sojuszniczy, którego celem była obrona całości terytorialnej Rzeczypospolitej i wyprowadzenie z niej obcych wojsk. Traktat ratyfikowany przez Rzeczpospolitą mógłby oznaczać obalenie porządków sejmu niemego, jednak kolejne sejmy z lat 1719-1722 zostały zerwane za sprawą ówczesnych hetmanów – zaprzedanych Rosji i równocześnie zwalczających Fleminga jako konkurenta.
W 1725 poślubił w Białej Podlaskiej Teklę Różę Radziwiłł. Miał z nią troje dzieci, ale żadne nie dożyło wieku dojrzałego.
Flemming był rzecznikiem polityki pro-austriackiej, gdy zmarł w 1728, górę na dworze drezdeńskim wzięło stronnictwo profrancuskie. Pochowany został w sierpniu 1728 w kościele Mariackim w Putzkau na Łużycach.

## Posiadłości

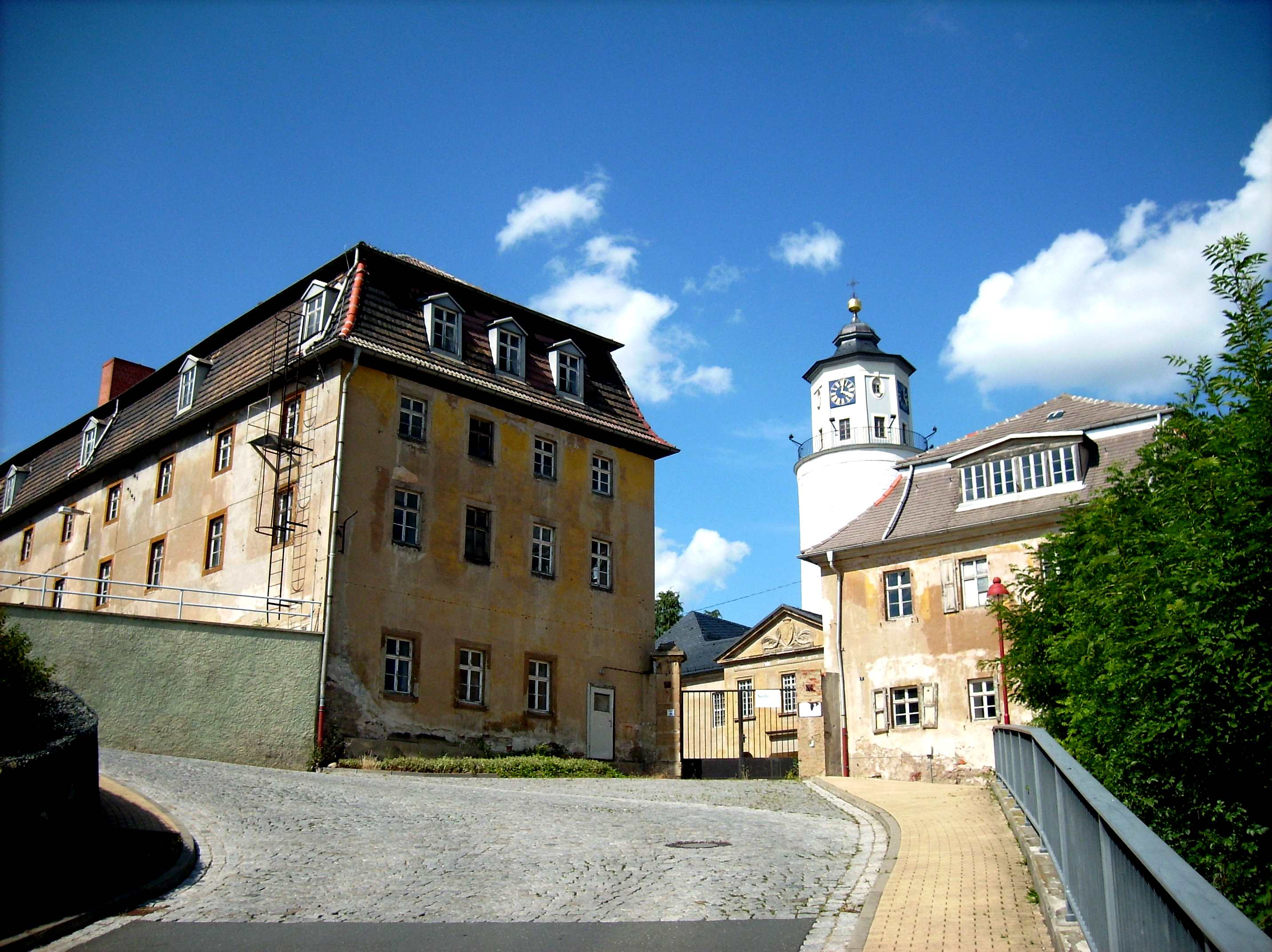
Pałac w Crossen an der Elster, zakupiony przez Flemminga w 1724 roku

W 1702 nabył dobra sławięcickie. W 1709 wybudował w Kotlarni kuźnię mosiądzu oraz fabryki blach miedzianych, drutu i luster. W 1714 sprzedał dobra królewskiemu tajnemu radcy Adolfowi Magnusowi Hoymowi i zakupił pałac w Dreźnie, zwany później Pałacem Flemminga-Sułkowskiego. W 1715 wzniósł Pałac Japoński w Dreźnie, który w 1717 nabył król August II. W latach 1718–1721 posiadał dobra Nebra i Birkigt. W latach 1724–1726 wzniósł barokowy pałac w Übigau koło Drezna, także odsprzedany następnie królowi polskiemu. W 1724 nabył pałac w Crossen an der Elster, który pozostał w posiadaniu rodu Flemmingów do 1937. W 1725 nabył Cieszków, który Tekla Róża Radziwiłł w 1745 sprzedała Katarzynie Sapieżynie.

## Odznaczenia
W 1717 został odznaczony Orderem Orła Białego.
Kawaler orderów: Krzyża zakonników niemieckich (joannitów), duńskiego Słonia, rosyjskiego Świętego Andrzeja.